# NGC 3158
NGC 3158 je galaksija u zviježđu Malom lavu.

## Vanjske poveznice
- SEDS: NGC 3158